# Ctenocompa ophryota
Ctenocompa ophryota är en fjärilsart som beskrevs av Edward Meyrick 1917. Ctenocompa ophryota ingår i släktet Ctenocompa och familjen säckspinnare. Inga underarter finns listade i Catalogue of Life.